# Nekrolog Januar 2014
Nekrolog
◄◄
| ◄
| 2010
| 2011
| 2012
| 2013
| 2014 | 2015 | 2016 | 2017 | 2018 | ► | ►►
Januar |
Februar |
März |
April |
Mai |
Juni |
Juli |
August |
September |
Oktober |
November |
Dezember 2014
Weitere Ereignisse | Allgemeiner Nekrolog 2014
Die Beschreibung der verstorbenen Person sollte so kurz wie möglich gehalten sein und nur deren signifikante Tätigkeit(en) enthalten.
Neue Namen ggf. auch unter dem Geburts- und Sterbedatum, also etwa unter 1. Januar und im Geburts- und Sterbejahr (2024) eintragen (nur bei entsprechender großer Wichtigkeit). Für Beispiele siehe die schon vorhandenen Artikel.
Außerdem über die fünf zuletzt Verstorbenen, zu denen es einen ausreichend guten Artikel für eine Präsentation auf der Hauptseite gibt, nach der todesbedingten Überarbeitung der Artikel ggf. auch unter Wikipedia Diskussion:Hauptseite informieren und sie am besten auch in den anderen Wikipedia-Sprachversionen eintragen. Tipp: Regelmäßig bei news.google.de nach „ist tot“, „gestorben“ oder „verstorben“ suchen.
Wenn eine Person gestorben ist, gibt es viele Seiten zu dieser Person in der Wikipedia, die davon auch betroffen sind und entsprechend aktualisiert werden müssen. Beispiele: Namenübersichtsseite, Geburtsjahr, Geburtsort-Seiten und viele mehr.
Wie finde ich die betroffenen Seiten?
Im Suchfeld auf der linken Seite gibt man den Suchbegriff so ein: „Vorname Nachname“. Dann klickt man auf Volltext und alle Seiten mit entsprechendem Suchtext werden aufgerufen. Hier sieht man dann schnell, wo auch das Todesjahr Sinn macht oder sogar ein Teil des Artikels angepasst werden muss. Auch hilft das „Werkzeug“ auf der linken Seite sehr gut, um solche Seiten aufzufinden: „Links auf diese Seite“. Somit ist die Wikipedia wieder aktuell in allen Bereichen! Hinweis: bei Eintragung der Kategorie „Gestorben JAHR“ wird der Missbrauchsfilter 49 ausgelöst, was jedoch nicht schlimm ist. Siehe: Spezial:Missbrauchsfilter/49
Dies ist eine Liste von im Januar 2014 verstorbenen bekannten Persönlichkeiten. Die Einträge erfolgen innerhalb der einzelnen Daten alphabetisch sortiert. Tiere sind im Nekrolog für Tiere zu finden.

## Januar
| Tag        | Name                                            | Beruf, bekannt als                                                             | Alter | Beleg                                                                                                  |
| ---------- | ----------------------------------------------- | ------------------------------------------------------------------------------ | ----- | --- |
| 31. Januar | Nina Andrycz                                    | polnische Schauspielerin                                                       | 101   | thenews.pl                                                                                             |
| 31. Januar | Irmgard Arnold                                  | deutsche Opernsängerin                                                         | 94    | komische-oper-berlin.de                                                                                |
| 31. Januar | Mariano Brito                                   | uruguayischer Politiker                                                        | 84    | elpais.com.uy                                                                                          |
| 31. Januar | Hans-Hubertus Bühmann                           | deutscher Politiker                                                            | 92    | anzeigenmarkt.cellesche-zeitung.de                                                                     |
| 31. Januar | Gundi Busch                                     | deutsche Eiskunstläuferin                                                      | 78    | cawamedia.wordpress.com                                                                                |
| 31. Januar | Paulus Christmann                               | deutscher Dirigent und Chorleiter                                              | 42    | fnp.de                                                                                                 |
| 31. Januar | Jiří Fiedler                                    | tschechischer Historiker und Schriftsteller                                    | 78    | nytimes.com                                                                                            |
| 31. Januar | Anna Gordon Gaye                                | US-amerikanische Komponistin und Texterin                                      | 92    | latimes.com                                                                                            |
| 31. Januar | Emilio Del Giudice                              | italienischer Physiker                                                         | 74    | lastampa.it                                                                                            |
| 31. Januar | Anne Heyman                                     | US-amerikanische Philanthropin                                                 | 52    | nytimes.com                                                                                            |
| 31. Januar | Paul Humphrey                                   | US-amerikanischer Schlagzeuger                                                 | 78    | |
| 31. Januar | Abdirizak Haji Hussein                          | somalischer Politiker                                                          | 89    | kare11.com                                                                                             |
| 31. Januar | Alexander Iwaschkin                             | russischer Cellist und Musikwissenschaftler                                    | 65    | limelightmagazine.com.au                                                                               |
| 31. Januar | Miklós Jancsó                                   | ungarischer Filmregisseur                                                      | 92    | derstandard.at                                                                                         |
| 31. Januar | Christopher Jones                               | US-amerikanischer Schauspieler                                                 | 72    | hollywoodreporter.com                                                                                  |
| 31. Januar | Helmut Ketels                                   | deutscher Tänzer und Schauspieler                                              | 86    | |
| 31. Januar | Käte Ledig-Schön                                | deutsche Künstlerin und Schriftstellerin                                       | 87    | haz-trauer.de                                                                                          |
| 31. Januar | Horst Mönnich                                   | deutscher Schriftsteller                                                       | 95    | sz-online.de                                                                                           |
| 31. Januar | Thomas Montemage                                | US-amerikanischer Radrennfahrer                                                | 87    | |
| 31. Januar | Carlos París                                    | spanischer Philosoph                                                           | 88    | ccaa.elpais.com                                                                                        |
| 31. Januar | Filippo Pedrocco                                | italienischer Kunsthistoriker                                                  | 63    | genteveneta.it                                                                                         |
| 31. Januar | David Price                                     | britischer Politiker                                                           | 89    | telegraph.co.uk                                                                                        |
| 31. Januar | Giorgio Stracquadanio                           | italienischer Politiker und Journalist                                         | 54    | corriere.it                                                                                            |
| 31. Januar | Rudolf Weckerling                               | deutscher Pfarrer                                                              | 102   | aktuell.evangelisch.de                                                                                 |
| 30. Januar | Stefan Bałuk                                    | polnischer General und Weltkriegsveteran                                       | 100   | telegraph.co.uk                                                                                        |
| 30. Januar | Hermann Bentele                                 | deutscher Grafiker, Designer und Hochschullehrer                               | 90    | kn-trauer.de                                                                                           |
| 30. Januar | Igor Bondarenko                                 | russischer Schriftsteller                                                      | 86    | taganrog.rusplt.ru                                                                                     |
| 30. Januar | John Carty                                      | irischer Politiker                                                             | 63    | fiannafail.ie                                                                                          |
| 30. Januar | Igor Gjadrov                                    | jugoslawischer bzw. kroatischer Dirigent                                       | 84    | index.hr                                                                                               |
| 30. Januar | Félix Grande                                    | spanischer Dichter und Flamencologe                                            | 76    | rtve.es                                                                                                |
| 30. Januar | Russell D. Hemenway                             | US-amerikanischer Politikberater und -lobbyist                                 | 88    | nytimes.com                                                                                            |
| 30. Januar | Gavril Istrate                                  | rumänischer Romanist und Rumänist                                              | 99    | usriasi.ro                                                                                             |
| 30. Januar | Campbell Lane                                   | kanadischer Schauspieler                                                       | 78    | legacy.com                                                                                             |
| 30. Januar | William Motzing                                 | US-amerikanischer Komponist und Arrangeur                                      | 76    | legacy.com                                                                                             |
| 30. Januar | Benedict John Osta                              | indischer Erzbischof                                                           | 82    | telegraphindia.com                                                                                     |
| 30. Januar | Cornelius John Pasichny                         | kanadischer Bischof                                                            | 86    | risu.org.ua                                                                                            |
| 30. Januar | Arthur Rankin Jr.                               | US-amerikanischer Fernsehproduzent                                             | 89    | nytimes.com                                                                                            |
| 30. Januar | Helmut Röhrl                                    | deutscher Mathematiker                                                         | 86    | mathematik.uni-muenchen.de                                                                             |
| 30. Januar | Suzanne Scotchmer                               | US-amerikanische Ökonomin                                                      | 64    | timeshighereducation.com                                                                               |
| 30. Januar | Tadeusz Szurman                                 | polnischer Bischof                                                             | 59    | luteranie.pl                                                                                           |
| 29. Januar | Johnny Allen                                    | US-amerikanischer Arrangeur und Pianist                                        | 96    | freep.com                                                                                              |
| 29. Januar | François Cavanna                                | französischer Journalist und Schriftsteller                                    | 90    | tageblatt.lu                                                                                           |
| 29. Januar | P. G. Chengappa                                 | indischer Badmintonspieler                                                     | 64    | thehindu.com                                                                                           |
| 29. Januar | Tarit Kumar Sett                                | indischerRadrennfahrer                                                         | 83    | |
| 29. Januar | John LaMotta                                    | US-amerikanischer Schauspieler                                                 | 75    | |
| 29. Januar | Lars Andreas Larssen                            | norwegischer Schauspieler                                                      | 78    | side2.no                                                                                               |
| 29. Januar | Jim Mansfield                                   | irischer Unternehmer                                                           | 75    | bunte.de                                                                                               |
| 29. Januar | Klaus Meyer                                     | deutscher Diplomat                                                             | 85    | [ 1 ]                                                                                                  |
| 29. Januar | Theodore Millon                                 | US-amerikanischer Psychologe                                                   | 85    | nytimes.com                                                                                            |
| 29. Januar | Aïché Nana                                      | türkische Tänzerin und Schauspielerin                                          | 77    | kleinezeitung.at                                                                                       |
| 29. Januar | Fernando Ortiz                                  | spanischer Dichter                                                             | 67    | elmundo.es                                                                                             |
| 29. Januar | Roger Pomphrey                                  | britischer Regisseur und Bluesgitarrist                                        | 60    | independent.co.uk                                                                                      |
| 29. Januar | Tarit Kumar Sett                                | indischer Radsportler                                                          | 83    | timesofindia.indiatimes.com                                                                            |
| 29. Januar | Piers Wedgwood, 4. Baron Wedgwood               | britischer Peer und Politiker                                                  | 59    | articles.philly.com                                                                                    |
| 29. Januar | Dan H. Yaalon                                   | israelischer Bodenkundler                                                      | 89    | |
| 29. Januar | Lewis Yablonsky                                 | US-amerikanischer Soziologe, Kriminologe und Psychotherapeut                   | 89    | latimes.com                                                                                            |
| 28. Januar | Jens Betjemann                                  | deutscher Rockgitarrist                                                        | 45    | haz-trauer.de                                                                                          |
| 28. Januar | John Bothwell                                   | kanadischer Bischof                                                            | 87    | thespec.com                                                                                            |
| 28. Januar | Frédéric Bruly Bouabré                          | ivorischer Maler und Dichter                                                   | ≈91   | lemonde.fr                                                                                             |
| 28. Januar | John Cacavas                                    | US-amerikanischer Filmkomponist                                                | 83    | ampya.com                                                                                              |
| 28. Januar | Henads Hruschawy                                | belarussischer Philosoph und Politiker                                         | 63    | charter97.org                                                                                          |
| 28. Januar | Hans Huber                                      | deutscher Eishockeyspieler und -trainer                                        | 84    | ovb-online.de                                                                                          |
| 28. Januar | Violette Jaquet-Silberstein                     | französische KZ-Überlebende                                                    | 88    | faz.net                                                                                                |
| 28. Januar | Dmitri-Georges Lavroff                          | französischer Rechtswissenschaftler                                            | 79    | sudouest.fr                                                                                            |
| 28. Januar | Eva Natus-Šalamoun                              | deutsch-tschechische Grafikerin, Illustratorin und Trickfilmgestalterin        | 77    | |
| 28. Januar | Ted Nealon                                      | irischer Journalist und Politiker                                              | 84    | |
| 28. Januar | Gudō Wafu Nishijima                             | japanischer Religionsgelehrter                                                 | 94    | hardcorezen.info                                                                                       |
| 28. Januar | Hans F. Nöhbauer                                | deutscher Journalist und Autor                                                 | 84    | trauer.sueddeutsche.de                                                                                 |
| 28. Januar | Lucio Parenzan                                  | italienischer Mediziner                                                        | 89    | bergamo.corriere.it                                                                                    |
| 28. Januar | Blas Piñar                                      | spanischer Politiker                                                           | 95    | elmundo.es                                                                                             |
| 28. Januar | Omar Prego Gadea                                | uruguayischer Journalist und Schriftsteller                                    | 86    | elpais.com.uy                                                                                          |
| 28. Januar | Tom Sherak                                      | US-amerikanischer Filmproduzent                                                | 68    | focus.de                                                                                               |
| 28. Januar | António Soares Carneiro                         | portugiesischer General                                                        | 86    | publico.pt                                                                                             |
| 28. Januar | Helmut Wiesenegg                                | österreichischer Politiker                                                     | 66    | tt.com                                                                                                 |
| 28. Januar | Stevie Woods                                    | US-amerikanischer Sänger                                                       | 62    | seattlepi.com                                                                                          |
| 27. Januar | Bandō Masako                                    | japanische Schriftstellerin                                                    | 55    | |
| 27. Januar | Georges Breitman                                | französischer Stabhochspringer und Zehnkämpfer                                 | 93    | |
| 27. Januar | Philippe Bruggisser                             | Schweizer Philologe                                                            | 58    | unifr.ch                                                                                               |
| 27. Januar | Ann Carter                                      | US-amerikanische Schauspielerin                                                | 77    | hollywoodreporter.com                                                                                  |
| 27. Januar | Paul Fennes                                     | österreichischer Philanthrop                                                   | 64    | burgenland.orf.at                                                                                      |
| 27. Januar | Vladimír Kopal                                  | tschechischer Rechtswissenschaftler                                            | 85    | mzv.cz                                                                                                 |
| 27. Januar | Karl Löbl                                       | österreichischer Kulturjournalist                                              | 83    | derstandard.at                                                                                         |
| 27. Januar | Ichirō Nagai                                    | japanischer Synchronsprecher                                                   | 82    | animenewsnetwork.com                                                                                   |
| 27. Januar | Helga Pankratz                                  | österreichische Aktivistin und Autorin                                         | 54    | diestandard.at                                                                                         |
| 27. Januar | Pete Seeger                                     | US-amerikanischer Folk-Musiker                                                 | 94    | tagesspiegel.de                                                                                        |
| 27. Januar | Hashem Shaabani                                 | iranischer Dichter und Aktivist                                                | ≈32   | lyrikzeitung.com                                                                                       |
| 27. Januar | Andrew Stuart                                   | britischer Diplomat                                                            | 85    | telegraph.co.uk                                                                                        |
| 27. Januar | Hermann Stichweh                                | deutscher Politiker                                                            | 73    | trauer.weser-kurier.de                                                                                 |
| 27. Januar | Masaaki Tsukada                                 | japanischer Synchronsprecher                                                   | 75    | jiji.com                                                                                               |
| 27. Januar | Paul Zorner                                     | deutscher Jagdflieger                                                          | 93    | saarbruecker-zeitung.trauer.de                                                                         |
| 26. Januar | Gérald Antoine                                  | französischer Romanist                                                         | 98    | lemonde.fr                                                                                             |
| 26. Januar | Charlie Bourgeois                               | US-amerikanischer Musikveranstalter und -produzent                             | 94    | news.allaboutjazz.com                                                                                  |
| 26. Januar | William Broeksmit                               | US-amerikanischer Banker                                                       | 58    | spiegel.de                                                                                             |
| 26. Januar | Pete Burns                                      | US-amerikanischer Rodeoreiter und -trainer                                     | 85    | nytimes.com                                                                                            |
| 26. Januar | Ulises Estrada                                  | kubanischer Geheimdienstler, Politiker, Diplomat und Journalist                | 79    | jungewelt.de                                                                                           |
| 26. Januar | Tom Gola                                        | US-amerikanischer Basketballspieler                                            | 81    | focus.de                                                                                               |
| 26. Januar | Oleg Imrekow                                    | sowjetischer bzw. russischer Fußballspieler                                    | 51    | sovsport.ru                                                                                            |
| 26. Januar | Hanna Jordan                                    | deutsche Bühnen- und Kostümbildnerin                                           | 92    | wz-newsline.de                                                                                         |
| 26. Januar | Christian Kiehl                                 | deutscher Skispringer                                                          | 64    | gedenken.freiepresse.de                                                                                |
| 26. Januar | Paavo Kotila                                    | finnischer Langstreckenläufer                                                  | 86    | iltalehti.fi                                                                                           |
| 26. Januar | Anthony Lovett                                  | US-amerikanischer Autor                                                        | 52    | latimes.com                                                                                            |
| 26. Januar | Jürgen Macha                                    | deutscher Sprachwissenschaftler                                                | 64    | uni-muenster.de                                                                                        |
| 26. Januar | Willibald Meyer                                 | deutscher Puppenspieler                                                        | ≈86   | augsburger-allgemeine.de                                                                               |
| 26. Januar | Irving Milchberg                                | polnisch-kanadischer Widerstandskämpfer                                        | 86    | telegraph.co.uk                                                                                        |
| 26. Januar | John Farquhar Munro                             | schottischer Politiker                                                         | 79    | bbc.co.uk                                                                                              |
| 26. Januar | Egon Münzenberg                                 | deutscher Architekt und Fußballfunktionär                                      | 73    | alemannia-aachen.de                                                                                    |
| 26. Januar | Lajos Németh                                    | ungarischer Fußballspieler und -schiedsrichter                                 | 69    | focibiro.hu                                                                                            |
| 26. Januar | José Emilio Pacheco                             | mexikanischer Schriftsteller                                                   | 74    | rp-online.de                                                                                           |
| 26. Januar | Miguel Romero                                   | spanischer Politiker und Aktivist                                              | ≈69   | publico.es                                                                                             |
| 26. Januar | Milan Ružić                                     | jugoslawischer Fußballspieler                                                  | 58    | glasistre.hr                                                                                           |
| 26. Januar | Günter Scheja                                   | deutscher Mathematiker                                                         | 81    | |
| 26. Januar | Hubert Sedlmair                                 | deutscher Geistlicher und Domkapitular                                         | 86    | pfaelzischer-merkur.de (Memento vom 8. August 2014 im Internet Archive)                                |
| 26. Januar | Karl Slym                                       | britischer Manager                                                             | 51    | spiegel.de                                                                                             |
| 26. Januar | Victor Weidtman                                 | deutscher Mediziner                                                            | 94    | wirtrauern.de                                                                                          |
| 26. Januar | Raymond Weil                                    | Schweizer Unternehmer                                                          | 87    | handelszeitung.ch                                                                                      |
| 26. Januar | Gerald Whitham                                  | britisch-US-amerikanischer Mathematiker                                        | 86    | cms.caltech.edu                                                                                        |
| 26. Januar | Rusty York                                      | US-amerikanischer Musiker                                                      | 78    | countrynews.de                                                                                         |
| 25. Januar | Hans Dieter Baehr                               | deutscher Angewandter Mathematiker und Hochschullehrer                         | 85    | trauer-in-nrw.de                                                                                       |
| 25. Januar | Piero Busnelli                                  | italienischer Designer und Unternehmer                                         | 88    | moebelkultur.de                                                                                        |
| 25. Januar | Richard Cremer                                  | britischer Mediziner                                                           | 89    | telegraph.co.uk                                                                                        |
| 25. Januar | Arthur Doyle                                    | US-amerikanischer Jazzmusiker                                                  | 69    | burningambulance.com                                                                                   |
| 25. Januar | Heini Halberstam                                | britischer Mathematiker                                                        | 87    | jackhalberstam.com                                                                                     |
| 25. Januar | John R. Huizenga                                | US-amerikanischer Physiker                                                     | 92    | nytimes.com                                                                                            |
| 25. Januar | Kurt Krenn                                      | österreichischer Bischof                                                       | 77    | derstandard.at                                                                                         |
| 25. Januar | Naser Minatschi                                 | iranischer Politiker                                                           | 82    | tehrantimes.com                                                                                        |
| 25. Januar | Peter Neve                                      | deutscher Bauforscher und Archäologe                                           | 84    | |
| 25. Januar | Emanuel Saldaño                                 | argentinischer Radrennfahrer                                                   | 28    | cyclingnews.com                                                                                        |
| 25. Januar | Gyula Sax                                       | ungarischer Schachmeister                                                      | 62    | sportgeza.hu                                                                                           |
| 25. Januar | Morrie Turner                                   | US-amerikanischer Comic-Zeichner                                               | 90    | nytimes.com                                                                                            |
| 25. Januar | Hans Veerman                                    | niederländischer Schauspieler                                                  | 80    | telegraaf.nl                                                                                           |
| 25. Januar | Karl-August Wetjen                              | deutscher Verfahrenstechniker                                                  | 88    | anzeigen.badische-zeitung.de                                                                           |
| 24. Januar | Schulamit Aloni                                 | israelische Juristin und Politikerin                                           | 85    | juedische-allgemeine.de                                                                                |
| 24. Januar | Lisa Daniely                                    | britische Schauspielerin                                                       | 84    | thestage.co.uk                                                                                         |
| 24. Januar | Peter Hearne                                    | britischer Flugzeugingenieur                                                   | 86    | telegraph.co.uk                                                                                        |
| 24. Januar | Rafael Pineda Ponce                             | honduranischer Politiker                                                       | 83    | elheraldo.hn                                                                                           |
| 24. Januar | Paula Putanov                                   | jugoslawische Chemikerin                                                       | 88    | magyarszo.com                                                                                          |
| 24. Januar | José Antonio Reinoso                            | mexikanischer Fußballspieler                                                   | 40    | espndeportes.espn.go.com                                                                               |
| 24. Januar | Helmut Reuter                                   | deutscher Karnevalist                                                          | 75    | koelner-wochenspiegel.de                                                                               |
| 23. Januar | Hary Ackermann                                  | luxemburgischer Radrennfahrer und Politiker                                    | 91    | wort.lu                                                                                                |
| 23. Januar | Violetta Ferrari                                | ungarische Schauspielerin und Sängerin                                         | 83    | hvg.hu                                                                                                 |
| 23. Januar | Franz Gabl                                      | österreichischer Skirennläufer                                                 | 92    | sport.orf.at                                                                                           |
| 23. Januar | Moshe Gil                                       | israelischer Mediävist und Wirtschaftshistoriker                               | 92    | lib.cam.ac.uk                                                                                          |
| 23. Januar | Wolfhart Heinrichs                              | deutscher Islamwissenschaftler, Arabist und Graeco-Arabist                     | 72    | islamicstudies.harvard.edu                                                                             |
| 23. Januar | Juri Israel                                     | russischer Physiker und Klimatologe                                            | 83    | |
| 23. Januar | Karl Jüngel                                     | deutscher Heimatforscher und Autor                                             | 70    | mz-web.de                                                                                              |
| 23. Januar | Carl-Heinz Kipper                               | deutscher Holocaust-Überlebender und Autor                                     | 87    | derwesten.de                                                                                           |
| 23. Januar | Mille Markovic                                  | schwedischer Boxer und Krimineller                                             | 52    | derwesten.de                                                                                           |
| 23. Januar | Uroš Marović                                    | jugoslawischer Wasserballspieler                                               | 67    | telegraf.rs                                                                                            |
| 23. Januar | Manfred Michel                                  | deutscher Theaterleiter                                                        | 84    | web.archive.org                                                                                        |
| 23. Januar | Franz Obinger                                   | deutscher Ingenieur                                                            | 66    | trauer.sueddeutsche.de                                                                                 |
| 23. Januar | Dieter Okras                                    | deutscher Schauspieler                                                         | 66    | razyboard.com                                                                                          |
| 23. Januar | Riz Ortolani                                    | italienischer Filmkomponist                                                    | 87    | diepresse.com                                                                                          |
| 23. Januar | Jan Pesman                                      | niederländischer Eisschnellläufer                                              | 82    | ad.nl                                                                                                  |
| 23. Januar | Burkhart Prinz                                  | deutscher Handballspieler und -trainer                                         | 74    | hna.trauer.de                                                                                          |
| 23. Januar | Angelik Riemer                                  | deutsche Malerin                                                               | 65    | trauer.tagesspiegel.de                                                                                 |
| 23. Januar | Hans Christian Rudolph                          | deutscher Schauspieler                                                         | 70    | web.archive.org                                                                                        |
| 23. Januar | Hermann Stamm                                   | deutscher Politiker                                                            | 73    | nordbayern.de                                                                                          |
| 23. Januar | Franziska Steiof                                | deutsche Theaterregisseurin und -autorin                                       | 51    | bz-berlin.de                                                                                           |
| 23. Januar | Béla Várady                                     | ungarischer Fußballspieler                                                     | 60    | origo.hu                                                                                               |
| 23. Januar | Eleonora Wlassowa                               | sowjetische Balletttänzerin                                                    | 82    | ria.ru                                                                                                 |
| 22. Januar | Luis Avalos                                     | kubanisch-US-amerikanischer Schauspieler                                       | 67    | variety.com                                                                                            |
| 22. Januar | Martin S. Bergmann                              | US-amerikanischer Psychologe                                                   | 100   | nytimes.com                                                                                            |
| 22. Januar | Fred Bertelmann                                 | deutscher Schlagersänger und Schauspieler                                      | 88    | mittelbayerische.de                                                                                    |
| 22. Januar | Patrick Brooking                                | britischer General                                                             | 76    | tagesspiegel.de                                                                                        |
| 22. Januar | Chet Curtis                                     | US-amerikanischer Nachrichtensprecher                                          | 74    | nytimes.com                                                                                            |
| 22. Januar | François Deguelt                                | französischer Chansonsänger                                                    | 81    | lalibre.be                                                                                             |
| 22. Januar | Bodo Horschig                                   | deutscher Fußballfunktionär                                                    | 52    | ovz-online.de                                                                                          |
| 22. Januar | Fabio Manes                                     | argentinischer Filmkritiker und TV-Moderator                                   | 49    | otroscines.com                                                                                         |
| 22. Januar | Carlo Mazzacurati                               | italienischer Filmregisseur                                                    | 57    | orf.at                                                                                                 |
| 22. Januar | Kazys Morkūnas                                  | litauischer Glasmaler                                                          | 88    | lrytas.lt                                                                                              |
| 22. Januar | A. Nageswara Rao                                | indischer Schauspieler                                                         | 89    | thehindu.com                                                                                           |
| 22. Januar | İsa Şahmarlı                                    | aserbaidschanischer LGBT-Aktivist                                              | 20    | oc-media.org                                                                                           |
| 22. Januar | Michail Schysneuski                             | belarussischer Journalist und politischer Aktivist                             | 25    | de.euromaidanpress.com                                                                                 |
| 22. Januar | Hans Strittmatter                               | deutscher Fußballspieler                                                       | 85    | suedkurier.de                                                                                          |
| 22. Januar | Domitilla Veith                                 | deutsche Äbtissin                                                              | 85    | orden-online.de                                                                                        |
| 21. Januar | Gastón Barral                                   | argentinischer Schauspieler und Sänger                                         | 43    | fundacion.uocra.org                                                                                    |
| 21. Januar | Gerty Blacher-Herzog                            | deutsche Pianistin                                                             | 91    | trauer.tagesspiegel.de                                                                                 |
| 21. Januar | Manfred Bleskin                                 | deutscher Journalist und Fernsehmoderator                                      | 64    | presseportal.de                                                                                        |
| 21. Januar | Tony Crook                                      | britischer Automobilrennfahrer und Unternehmer                                 | 93    | |
| 21. Januar | Gerhard Egert                                   | deutscher Lehrer und Heimatforscher                                            |       | |
| 21. Januar | Anbjørg Sætre Håtun                             | norwegische Journalistin und Autorin                                           | 41    | nrk.no                                                                                                 |
| 21. Januar | Theodor Hellbrügge                              | deutscher Kinderarzt                                                           | 94    | merkur.de                                                                                              |
| 21. Januar | Ursula Holliger                                 | Schweizer Harfenistin                                                          | 76    | nzz.ch                                                                                                 |
| 21. Januar | Ed Hookstratten                                 | US-amerikanischer Jurist                                                       | 83    | nytimes.com                                                                                            |
| 21. Januar | Gerhard M. Hotop                                | deutscher Grafikdesigner                                                       | 89    | trauer.sueddeutsche.de                                                                                 |
| 21. Januar | Solomon Tilewa Johnson                          | gambischer Erzbischof                                                          | 59    | observer.gm                                                                                            |
| 21. Januar | Edith Kramer                                    | österreichische Malerin und Kunsttherapeutin                                   | 97    | diepresse.com                                                                                          |
| 21. Januar | Brunhilde Peter                                 | deutsche Politikerin                                                           | 88    | pressrelations.de                                                                                      |
| 21. Januar | Rainer Schöwerling                              | deutscher Sprachwissenschaftler                                                | 76    | |
| 21. Januar | Georgi Slawkow                                  | bulgarischer Fußballspieler                                                    | 55    | de.uefa.org                                                                                            |
| 21. Januar | Oscar Vogt                                      | Schweizer Physiker und Industrieller                                           |       | |
| 21. Januar | George C. Wortley                               | US-amerikanischer Politiker                                                    | 87    | syracuse.com                                                                                           |
| 20. Januar | Claudio Abbado                                  | italienischer Dirigent                                                         | 80    | zeit.de                                                                                                |
| 20. Januar | Wistin Abela                                    | maltesischer Politiker                                                         | 80    | di-ve.com                                                                                              |
| 20. Januar | Ubaldo Continiello                              | italienischer Filmkomponist                                                    | 73    | leggo.it                                                                                               |
| 20. Januar | Gerhard Haida                                   | deutscher Diplomat                                                             | 76    | neues-deutschland.de                                                                                   |
| 20. Januar | Hans Heusser-Obrist                             | Schweizer Tiermediziner                                                        | 91    | facultyaffairs.ethz.ch                                                                                 |
| 20. Januar | Klaus Hilpert                                   | deutscher Fußballmanager und -trainer                                          | 70    | derwesten.de                                                                                           |
| 20. Januar | James Jacks                                     | US-amerikanischer Filmproduzent                                                | 66    | variety.com                                                                                            |
| 20. Januar | Peter Kubovsky                                  | österreichischer Zeichner und Maler                                            | 83    | kubovsky.at                                                                                            |
| 20. Januar | Leslie Lee                                      | US-amerikanischer Dramatiker                                                   | 83    | nytimes.com                                                                                            |
| 20. Januar | John Mackey                                     | neuseeländischer Bischof                                                       | 96    | nzherald.co.nz                                                                                         |
| 20. Januar | Hans-Werner Meuer                               | deutscher Mathematiker                                                         | 77    | trauer.sueddeutsche.de                                                                                 |
| 20. Januar | Xavier Perlia                                   | Schweizer Pharmazeut                                                           | 90    | facultyaffairs.ethz.ch                                                                                 |
| 20. Januar | Otis G. Pike                                    | US-amerikanischer Politiker                                                    | 92    | abcnews.go.com                                                                                         |
| 20. Januar | Jonas Trinkūnas                                 | Gründer von Litauens heidnischer Wiederbelebung Romuva                         | 74    | |
| 20. Januar | István Vincze                                   | ungarischer Hornist                                                            | 69    | staatskapelle-dresden.de                                                                               |
| 20. Januar | Oliver Withöft                                  | deutscher Musikmanager                                                         | 49    | metal-hammer.de                                                                                        |
| 19. Januar | Christopher Chataway                            | britischer Leichtathlet und Politiker                                          | 82    | telegraph.co.uk                                                                                        |
| 19. Januar | Josef Ehling                                    | deutscher Politiker                                                            | 78    | newspol.de                                                                                             |
| 19. Januar | Gérard Frémy                                    | französischer Pianist                                                          | 78    | francemusique.fr                                                                                       |
| 19. Januar | Manfred Glowatzki                               | deutscher Kirchenmusiker und Posaunenchorleiter                                | 81    | posaunenwerk-braunschweig.de                                                                           |
| 19. Januar | Gordon Hessler                                  | britischer Filmregisseur                                                       | 83    | wearemoviegeeks.com                                                                                    |
| 19. Januar | Michał Joachimowski                             | polnischer Leichtathlet                                                        | 63    | sport.interia.pl                                                                                       |
| 19. Januar | Udo Kasemets                                    | kanadischer Komponist                                                          | 94    | v1.theglobeandmail.com                                                                                 |
| 19. Januar | Tsutomu Kawabuchi                               | japanischer Eishockeyspieler                                                   | 88    | iihf.com                                                                                               |
| 19. Januar | Brigitte Klesse                                 | deutsche Kunsthistorikerin und Museumsdirektorin                               | 84    | report-k.de                                                                                            |
| 19. Januar | Christoph Mangold                               | Schweizer Journalist und Schriftsteller                                        | 74    | ub.unibas.ch                                                                                           |
| 19. Januar | Thomas Onyango                                  | kenianischer Fußballschiedsrichter                                             | 44    | futaa.com                                                                                              |
| 19. Januar | Hans-Werner Pickel                              | deutscher Politiker                                                            | 65    | trauer.emderzeitung.de                                                                                 |
| 19. Januar | Rudolf Sailer                                   | deutscher Opernintendant                                                       | 82    | focus.de                                                                                               |
| 19. Januar | Volker Schurig                                  | deutscher Biologe, Psychologe und Didaktiker                                   | 72    | zhw.uni-hamburg.de                                                                                     |
| 19. Januar | Michael Sporn                                   | US-amerikanischer Trickfilmer                                                  | 67    | nytimes.com                                                                                            |
| 19. Januar | Ben Starr                                       | US-amerikanischer Drehbuchautor                                                | 92    | variety.com                                                                                            |
| 19. Januar | Stanley Jeyaraja Tambiah                        | US-amerikanisch-sri-lankischer Sozialanthropologe                              | 85    | legacy.com                                                                                             |
| 19. Januar | Paul Weilenmann                                 | Schweizer Wirtschaftswissenschaftler                                           | 88    | press-abstract.com                                                                                     |
| 19. Januar | Bert Williams                                   | englischer Fußballspieler                                                      | 93    | sacbee.com                                                                                             |
| 18. Januar | Jens Auken                                      | dänischer Jurist und Bridge-Spieler                                            | 64    | World Bridge Federation                                                                                |
| 18. Januar | Harry Brünjes                                   | britischer Sänger                                                              | 89    | telegraph.co.uk                                                                                        |
| 18. Januar | Peadar Clohessy                                 | irischer Politiker                                                             | 80    | |
| 18. Januar | Komla Dumor                                     | ghanaischer Journalist und Fernsehmoderator                                    | 41    | theguardian.com                                                                                        |
| 18. Januar | Fergie Frederiksen                              | US-amerikanischer Sänger                                                       | 62    | metal-hammer.de                                                                                        |
| 18. Januar | Joachim Hübner                                  | deutscher Musiker                                                              | 68    | tagesspiegel.de                                                                                        |
| 18. Januar | Milan Kajkl                                     | tschechoslowakischer Eishockeyspieler                                          | 63    | iihf.com                                                                                               |
| 18. Januar | Trude Lechle                                    | österreichische Schauspielerin und Filmproduzentin                             | 94    | lesgensducinema.com                                                                                    |
| 18. Januar | Sarah Marshall                                  | britische Schauspielerin                                                       | 80    | variety.com                                                                                            |
| 18. Januar | Alistair McAlpine, Baron McAlpine of West Green | britischer Politiker                                                           | 71    | welt.de                                                                                                |
| 18. Januar | Billie Rogers                                   | US-amerikanische Jazztrompeterin                                               | 96    | greatentertainersarchives.blogspot.de                                                                  |
| 17. Januar | Uwe Bachmann                                    | deutscher Fußballfunktionär                                                    | 72    | welt.de                                                                                                |
| 17. Januar | Erik Blegvad                                    | dänischer Buchillustrator                                                      | 90    | nytimes.com                                                                                            |
| 17. Januar | Joe Evans                                       | US-amerikanischer Jazzmusiker und Musikproduzent                               | 97    | press.uillinois.edu                                                                                    |
| 17. Januar | James J. Gallagher                              | US-amerikanischer Erziehungswissenschaftler                                    | 87    | nytimes.com                                                                                            |
| 17. Januar | Holger Hansson                                  | schwedischer Fußballspieler                                                    | 86    | sok.se                                                                                                 |
| 17. Januar | Seizō Katō                                      | japanischer Synchronsprecher                                                   | 86    | animenewsnetwork.com                                                                                   |
| 17. Januar | Christian Kirchner                              | deutscher Rechts- und Wirtschaftswissenschafter                                | 69    | kirchner.rewi.hu-berlin.de                                                                             |
| 17. Januar | Georg Janett                                    | Schweizer Drehbuchautor, Regisseur und Filmeditor                              | 76    | basellandschaftlichezeitung.ch                                                                         |
| 17. Januar | Kong Le                                         | laotischer Offizier                                                            | ≈79   | lao.voanews.com                                                                                        |
| 17. Januar | John J. McGinty III.                            | US-amerikanischer Offizier und Vietnamkriegveteran                             | 73    | nytimes.com                                                                                            |
| 17. Januar | Rudolf Meise                                    | deutscher Jurist                                                               | 93    | www7.pic-upload.de                                                                                     |
| 17. Januar | Sunanda Pushkar                                 | indische Unternehmerin                                                         | 52    | news.biharprabha.com                                                                                   |
| 17. Januar | Suchitra Sen                                    | indische Filmschauspielerin                                                    | 82    | focus.de                                                                                               |
| 17. Januar | Henk Vroom                                      | niederländischer Theologe                                                      | 68    | refdag.nl                                                                                              |
| 16. Januar | Gary Arlington                                  | US-amerikanischer Comichändler                                                 | 75    | tcj.com                                                                                                |
| 16. Januar | Michael S. Batts                                | britischer Germanist und Mediävist                                             | 84    | |
| 16. Januar | Harvey Bernhard                                 | US-amerikanischer Filmproduzent                                                | 89    | legacy.com                                                                                             |
| 16. Januar | Douglas Davis                                   | US-amerikanischer Künstler                                                     | 80    | nytimes.com                                                                                            |
| 16. Januar | Ruth Duccini                                    | US-amerikanische Schauspielerin                                                | 95    | nwitimes.com                                                                                           |
| 16. Januar | Terence Hawkes                                  | britischer Literaturkritiker und -theoretiker                                  | 81    | theguardian.com                                                                                        |
| 16. Januar | Fritz Hopmeier                                  | deutscher Politiker                                                            | 84    | focus.de                                                                                               |
| 16. Januar | Russell Johnson                                 | US-amerikanischer Schauspieler                                                 | 89    | [ 2 ]                                                                                                  |
| 16. Januar | Heinz Keller                                    | deutscher Chemiker und Forschungsfunktionär                                    | 96    | trauer.sueddeutsche.de                                                                                 |
| 16. Januar | Dave Madden                                     | kanadischer Schauspieler                                                       | 82    | tmz.com                                                                                                |
| 16. Januar | Dennis McGuire                                  | US-amerikanischer Mörder                                                       | 53    | spiegel.de                                                                                             |
| 16. Januar | Onoda Hirō                                      | japanischer Nachrichtenoffizier                                                | 91    | abendblatt.de                                                                                          |
| 16. Januar | Bence Rakaczki                                  | ungarischer Fußballspieler                                                     | 20    | dvtk.eu                                                                                                |
| 16. Januar | Carla Ravaioli                                  | italienische Publizistin und Politikerin                                       | 91    | unionesarda.it                                                                                         |
| 16. Januar | Bud Spangler                                    | US-amerikanischer Schlagzeuger und Musikproduzent                              | 75    | 180-proof.com                                                                                          |
| 16. Januar | José Sulaimán                                   | mexikanischer Boxsportfunktionär                                               | 82    | rp-online.de                                                                                           |
| 16. Januar | Hal Sutherland                                  | US-amerikanischer Animator                                                     | 84    | startrek.com                                                                                           |
| 15. Januar | Heinz Bergner                                   | deutscher Ökonom                                                               | 89    | |
| 15. Januar | Barry E. Carter                                 | US-amerikanischer Jurist                                                       | 71    | law.georgetown.edu                                                                                     |
| 15. Januar | Namdeo Dhasal                                   | indischer Schriftsteller und Sozialaktivist                                    | 64    | thehindu.com                                                                                           |
| 15. Januar | Quail Dobbs                                     | US-amerikanischer Rodeo-Clown                                                  | 72    | abclocal.go.com                                                                                        |
| 15. Januar | John Dobson                                     | US-amerikanischer Amateurastronom                                              | 98    | universetoday.com                                                                                      |
| 15. Januar | Don Engel                                       | US-amerikanischer Jurist                                                       | 84    | latimes.com                                                                                            |
| 15. Januar | Helios Farrell                                  | mexikanischer Tischtennisspieler                                               | 88    | ittf.com                                                                                               |
| 15. Januar | José de Jesús García Ayala                      | mexikanischer Bischof                                                          | 103   | latina-press.com                                                                                       |
| 15. Januar | Wilhelm Hankel                                  | deutscher Ökonom                                                               | 85    | web.archive.org                                                                                        |
| 15. Januar | Per Eirik Johansen                              | norwegischer Musiker und Musikproduzent                                        | 54    | vg.no                                                                                                  |
| 15. Januar | Karl Hudson-Phillips                            | Jurist aus Trinidad und Tobago                                                 | 80    | guardian.co.tt                                                                                         |
| 15. Januar | Joseph Kraus                                    | deutscher Kirchenmusiker, Dirigent und Komponist                               | 92    | merkur.de                                                                                              |
| 15. Januar | Roger Lloyd-Pack                                | britischer Schauspieler                                                        | 69    | t-online.de                                                                                            |
| 15. Januar | Tor Milde                                       | norwegischer Journalist und Schriftsteller                                     | 61    | vg.no                                                                                                  |
| 15. Januar | Reinhard Palm                                   | österreichischer Schriftsteller                                                | 56    | nachrichten.at                                                                                         |
| 15. Januar | Werner Pirker                                   | österreichischer Journalist                                                    | 66    | buecher.at                                                                                             |
| 15. Januar | Plato Portmann                                  | Schweizer Biochemiker                                                          | 93    | unifr.ch                                                                                               |
| 15. Januar | Stanford Tischler                               | US-amerikanischer Filmeditor                                                   | 92    | legacy.com                                                                                             |
| 14. Januar | Marian Ewurama Addy                             | ghanaische Biochemikerin                                                       | 71    | |
| 14. Januar | Laurent Aké Assi                                | ivorischer Botaniker                                                           | 82    | news.abidjan.net                                                                                       |
| 14. Januar | Walter Alois Bauer                              | deutscher Politiker                                                            | 89    | Walter Alois Bauer in der Parlamentsdatenbank des Hauses der Bayerischen Geschichte in der Bavariathek |
| 14. Januar | Jon Bing                                        | norwegischer Schriftsteller und Jurist                                         | 69    | dagbladet.no                                                                                           |
| 14. Januar | Karel Bittner                                   | tschechischer Künstler                                                         | 48    | |
| 14. Januar | Alan Blackburn                                  | englischer Fußballspieler                                                      | 78    | whufc.com                                                                                              |
| 14. Januar | Jonathan Dean                                   | US-amerikanischer Diplomat                                                     | 89    | gsinstitute.org                                                                                        |
| 14. Januar | Juan Gelman                                     | argentinischer Schriftsteller                                                  | 83    | tagesanzeiger.ch                                                                                       |
| 14. Januar | Heinz Hämmerli                                  | Schweizer Banker                                                               | 58    | finews.ch                                                                                              |
| 14. Januar | Heinz Happ                                      | deutscher Altphilologe                                                         | 82    | tagblatt.de                                                                                            |
| 14. Januar | Auke Jelsma                                     | niederländischer Kirchenhistoriker                                             | 80    | destentor.nl                                                                                           |
| 14. Januar | Nikolai Karlow                                  | russischer Physiker                                                            | 84    | ria.ru                                                                                                 |
| 14. Januar | Dembo Konte                                     | gambischer Musiker und Griot                                                   | 71/72 | |
| 14. Januar | Gustave Martelet                                | französischer Theologe                                                         | 97    | kerknet.be                                                                                             |
| 14. Januar | Eric Mellon                                     | britischer Keramiker                                                           | 88    | telegraph.co.uk                                                                                        |
| 14. Januar | Eric Paterson                                   | kanadischer Eishockeyspieler                                                   | 84    | iihf.com                                                                                               |
| 14. Januar | Bernard Perlin                                  | US-amerikanischer Maler                                                        | 95    | nytimes.com                                                                                            |
| 14. Januar | Erwin Pleines                                   | deutscher Bildhauer und Zeichner                                               | 76    | anzeigen.rheinmainmedia.de                                                                             |
| 18. Januar | Johannes Krötenheerdt                           | deutscher Physiker                                                             | 80    | |
| 14. Januar | Hans Spiller                                    | deutscher Rechtswissenschaftler                                                | 90    | abschied-nehmen.de                                                                                     |
| 14. Januar | Flavio Testi                                    | italienischer Komponist und Musikwissenschaftler                               | 91    | giornaledellamusica.it                                                                                 |
| 14. Januar | Mae Young                                       | US-amerikanische Wrestlerin                                                    | 90    | focus.de                                                                                               |
| 13. Januar | Amos Hadar                                      | israelischer Politiker                                                         | 90    | jpost.com                                                                                              |
| 13. Januar | Liesel Bachem Sayre                             | deutsch-US-amerikanische Übersetzerin und Opernlibrettistin                    | 94    | trauer.sueddeutsche.de                                                                                 |
| 13. Januar | Johann Peter Blank                              | deutscher Ingenieur                                                            | 88    | mt-online.de                                                                                           |
| 13. Januar | Bob Bolen                                       | US-amerikanischer Politiker                                                    | 87    | star-telegram.com                                                                                      |
| 13. Januar | Patricia Boyle                                  | US-amerikanische Juristin                                                      | 76    | detroit.cbslocal.com                                                                                   |
| 13. Januar | Nicholas Walker Browne                          | britischer Diplomat                                                            | 66    | telegraph.co.uk                                                                                        |
| 13. Januar | Bobby Collins                                   | schottischer Fußballspieler                                                    | 82    | theguardian.com                                                                                        |
| 13. Januar | José Daher                                      | brasilianischer Tennisspieler und Unternehmer                                  | 47    | esportes.terra.com.br                                                                                  |
| 13. Januar | Anjali Devi                                     | indische Schauspielerin und Filmproduzentin                                    | 86    | thehindu.com                                                                                           |
| 13. Januar | Mihai Fotino                                    | rumänischer Film- und Theaterschauspieler                                      | 83    | mediafax.ro                                                                                            |
| 13. Januar | Ulrich Hartmann                                 | deutscher Manager                                                              | 75    | eon.com                                                                                                |
| 13. Januar | Roscoe Howells                                  | britischer Historiker                                                          | 94    | telegraph.co.uk                                                                                        |
| 13. Januar | Ronny Jordan                                    | britischer Gitarrist                                                           | 51    | music-story.com                                                                                        |
| 13. Januar | Ken Landwehr                                    | US-amerikanischer Polizeiermittler                                             | 59    | nytimes.com                                                                                            |
| 13. Januar | Joachim Nowotny                                 | deutscher Schriftsteller                                                       | 80    | neues-deutschland.de                                                                                   |
| 13. Januar | Arnold R. Pinkney                               | US-amerikanischer Wahlkampfmanager                                             | 83    | nytimes.com                                                                                            |
| 13. Januar | Georg Straus                                    | deutscher Politiker                                                            | 87    | mainpost.de                                                                                            |
| 12. Januar | Neal Barrett jr.                                | US-amerikanischer Schriftsteller                                               | 84    | stuttgarter-zeitung.de                                                                                 |
| 12. Januar | Alexandra Bastedo                               | britische Schauspielerin                                                       | 67    | bognor.co.uk                                                                                           |
| 12. Januar | Connie Binsfeld                                 | US-amerikanische Politikerin                                                   | 89    | mlive.com                                                                                              |
| 12. Januar | Ulysse Bozonnet                                 | französischer Soldat und Autor                                                 | 91    | |
| 12. Januar | John Button                                     | britischer Automobilrennfahrer                                                 | 70    | motorsport-total.com                                                                                   |
| 12. Januar | Halet Çambel                                    | türkische Archäologin                                                          | 97    | telegraph.co.uk                                                                                        |
| 12. Januar | François Deniau                                 | französischer Bischof                                                          | 77    | nievre.catholique.fr                                                                                   |
| 12. Januar | Gottfried Ewert                                 | deutscher General                                                              | 92    | trauer.weser-kurier.de                                                                                 |
| 12. Januar | Carlos Flores Marini                            | mexikanischer Architekt und Denkmalpfleger                                     | 76    | |
| 12. Januar | Albert Fürst                                    | deutscher Künstler                                                             | 93    | |
| 12. Januar | Ángel Herrero                                   | spanischer Fußballspieler                                                      | 71    | lne.es                                                                                                 |
| 12. Januar | John Horsley                                    | britischer Schauspieler                                                        | 93    | telegraph.co.uk                                                                                        |
| 12. Januar | Helmut Knözinger                                | deutscher Physiker und Chemiker                                                | 78    | trauer.sueddeutsche.de                                                                                 |
| 12. Januar | Gerd Köthe                                      | deutscher Musikproduzent und Komponist                                         | ?     | musikmarkt.de                                                                                          |
| 12. Januar | Hans A. Kretzschmar                             | deutscher Mediziner                                                            | 61    | sz-ms.vrsmedia-trauerportal.de                                                                         |
| 12. Januar | Burton R. Lifland                               | US-amerikanischer Jurist                                                       | 84    | nytimes.com                                                                                            |
| 12. Januar | Frank Marth                                     | US-amerikanischer Schauspieler                                                 | 91    | tvguide.com                                                                                            |
| 12. Januar | Robert Scholey                                  | britischer Manager                                                             | 92    | telegraph.co.uk                                                                                        |
| 12. Januar | Zdenko Škrabalo                                 | jugoslawischer bzw. kroatischer Mediziner, Politiker und Diplomat              | 84    | vecernji.hr                                                                                            |
| 12. Januar | Dominik Steiger                                 | österreichischer Literat und Künstler                                          | 73    | ots.at                                                                                                 |
| 12. Januar | Michael L. Strang                               | US-amerikanischer Politiker                                                    | 84    | fox21news.com                                                                                          |
| 12. Januar | Gyula Török                                     | ungarischer Boxer                                                              | 75    | origo.hu                                                                                               |
| 12. Januar | Wilfried Tost                                   | deutscher Astronom                                                             | 61    | zauberdersterne.wordpress.com                                                                          |
| 12. Januar | Pamela Vandyke Price                            | britische Sommelière und Autorin                                               | 90    | telegraph.co.uk                                                                                        |
| 11. Januar | Keiko Awaji                                     | japanische Schauspielerin                                                      | 80    | sankei.jp.msn.com                                                                                      |
| 11. Januar | Iancu Băcioiu                                   | rumänischer Rugbyspieler                                                       | 68    | mediafax.ro                                                                                            |
| 11. Januar | Moacy Cirne                                     | brasilianischer Dichter und bildender Künstler                                 | 70    | oglobo.globo.com                                                                                       |
| 11. Januar | Arnoldo Foà                                     | italienischer Schauspieler                                                     | 97    | derstandard.at                                                                                         |
| 11. Januar | Vüqar Həşimov                                   | aserbaidschanischer Schachspieler                                              | 27    | en.apa.az                                                                                              |
| 11. Januar | Michael Jacobs                                  | italienisch-irischer Hispanist und Autor                                       | 61    | telegraph.co.uk                                                                                        |
| 11. Januar | Fritz Molden                                    | österreichischer Widerstandskämpfer gegen den Nationalsozialismus und Verleger | 89    | derstandard.at                                                                                         |
| 11. Januar | Muhammad Habibur Rahman                         | bangladeschischer Jurist                                                       | 85    | dhakatribune.com                                                                                       |
| 11. Januar | Wolodymyr Raskatow                              | sowjetischer Schwimmer                                                         | 56    | russwimming.ru                                                                                         |
| 11. Januar | Francis Santana                                 | dominikanischer Sänger                                                         | 84    | laht.com                                                                                               |
| 11. Januar | Ariel Scharon                                   | israelischer Politiker                                                         | 85    | spiegel.de                                                                                             |
| 11. Januar | Hans Schroeder                                  | deutscher Puppenbauer und -spieler                                             | 85    | morgenpost.de                                                                                          |
| 11. Januar | Alphonsus Augustus Sowada                       | indonesischer Bischof                                                          | 80    | sesawi.net                                                                                             |
| 11. Januar | Thilo von Westernhagen                          | deutscher Komponist                                                            | 63    | web.archive.org                                                                                        |
| 11. Januar | Frank Whitford                                  | britischer Kunsthistoriker, -kritiker und Zeichner                             | 72    | theguardian.com                                                                                        |
| 11. Januar | Jerome Willis                                   | britischer Schauspieler                                                        | 85    | theguardian.com                                                                                        |
| 11. Januar | Mora Windt-Martini                              | rumänische Handballspielerin                                                   | 76    | siebenbuerger.de                                                                                       |
| 10. Januar | Sam Berns                                       | US-amerikanischer Progeriepatient und Dokumentarfilmdarsteller                 | 17    | nytimes.com                                                                                            |
| 10. Januar | Percy Blandford                                 | britischer Bootsdesigner und Autor                                             | 101   | telegraph.co.uk                                                                                        |
| 10. Januar | David Davenport-Handley                         | britischer Unternehmer und Politiker                                           | 94    | telegraph.co.uk                                                                                        |
| 10. Januar | Kathryn Findlay                                 | britische Architektin                                                          | 60    | theguardian.com                                                                                        |
| 10. Januar | Maria-Viktoria Hasse                            | deutsche Mathematikerin                                                        | 92    | cpr.uni-rostock.de                                                                                     |
| 10. Januar | Katsuyuki Itakura                               | japanischer Jazzmusiker                                                        | 70    | |
| 10. Januar | Eric Lawson                                     | US-amerikanischer Schauspieler                                                 | 72    | n24.de                                                                                                 |
| 10. Januar | Al Lerner                                       | US-amerikanischer Pianist und Arrangeur                                        | 94    | legacy.com                                                                                             |
| 10. Januar | Kasper Lynggaard                                | dänischer Rennfahrer                                                           | 24    | sport1.de                                                                                              |
| 10. Januar | Madeleine Malraux                               | französische Pianistin und Musikpädagogin                                      | 99    | la-croix.com                                                                                           |
| 10. Januar | Marly Marley                                    | brasilianische Schauspielerin und Regisseurin                                  | 75    | vejasp.abril.com.br                                                                                    |
| 10. Januar | Roger Jean-Claude Mbede                         | kamerunischer Homosexuellenrechtler                                            | 35    | thenewage.co.za                                                                                        |
| 10. Januar | Zbigniew Messner                                | polnischer Politiker                                                           | 84    | tvn24.pl                                                                                               |
| 10. Januar | Donald Morton                                   | US-amerikanischer Onkologe                                                     | 79    | nytimes.com                                                                                            |
| 10. Januar | Salvatore Nicolosi                              | italienischer Bischof                                                          | 91    | ondaiblea.it                                                                                           |
| 10. Januar | Igor Schirokow                                  | russischer Jazzmusiker                                                         | 64    | journal.jazz.ru                                                                                        |
| 10. Januar | Alex Shear                                      | US-amerikanischer Memorabliasammler                                            | 73    | telegraph.co.uk                                                                                        |
| 10. Januar | Larry Speakes                                   | US-amerikanischer Regierungssprecher                                           | 74    | latimes.com                                                                                            |
| 10. Januar | Jack Marvin Tuell                               | US-amerikanischer Bischof                                                      | 90    | umcconnections.org                                                                                     |
| 9. Januar  | Amiri Baraka                                    | US-amerikanischer Musikkritiker und Autor                                      | 79    | taz.de                                                                                                 |
| 9. Januar  | Charlie Bazzano                                 | australischer Radrennfahrer                                                    | 90    | |
| 9. Januar  | Roy Campbell                                    | US-amerikanischer Jazztrompeter                                                | 61    | jazztimes.com                                                                                          |
| 9. Januar  | Lorella De Luca                                 | italienische Schauspielerin                                                    | 73    | repubblica.it                                                                                          |
| 9. Januar  | Winfried Hassemer                               | deutscher Verfassungsrichter                                                   | 73    | zeit.de                                                                                                |
| 9. Januar  | Jörg Kastl                                      | deutscher Diplomat                                                             | 91    | |
| 9. Januar  | Salvador Llopis                                 | spanischer Fußballspieler                                                      | 63    | abc.es                                                                                                 |
| 9. Januar  | Dale Mortensen                                  | US-amerikanischer Ökonom und Nobelpreisträger                                  | 74    | rp-online.de                                                                                           |
| 9. Januar  | Norbert Nestler                                 | österreichischer Objektkünstler und Maler                                      | 71    | steiermark.orf.at                                                                                      |
| 9. Januar  | Helmut Pfister                                  | deutscher Postbeamter                                                          | 86    | familienanzeigen.genealogy.net                                                                         |
| 9. Januar  | Tomás Rolán                                     | uruguayischer Fußballspieler                                                   | 77    | danubio.org.uy                                                                                         |
| 9. Januar  | Margrethe Schanne                               | dänische Balletttänzerin                                                       | 92    | b.dk                                                                                                   |
| 9. Januar  | Věra Tichánková                                 | tschechische Schauspielerin                                                    | 93    | kultura.idnes.cz                                                                                       |
| 9. Januar  | Fritz Ullrich                                   | deutscher Feldhandballspieler                                                  | 92    | hna.trauer.de                                                                                          |
| 9. Januar  | Norberto Ungaretti                              | brasilianischer Jurist                                                         | 77    | ndonline.com.br                                                                                        |
| 9. Januar  | Iris Wagner                                     | deutsche Übersetzerin                                                          | 93    | kultura.idnes.cz                                                                                       |
| 9. Januar  | Bill Woodhouse                                  | US-amerikanischer Leichtathlet                                                 | 77    | globegazette.com                                                                                       |
| 9. Januar  | Marc Yor                                        | französischer Mathematiker                                                     | 64    | academie-sciences.fr                                                                                   |
| 8. Januar  | Vicente T. Blaz                                 | US-amerikanischer Politiker                                                    | 85    | guampdn.com                                                                                            |
| 8. Januar  | Charles Casali                                  | Schweizer Fußballspieler                                                       | 90    | bscyb.ch                                                                                               |
| 8. Januar  | Rudi Frey                                       | österreichischer Pressefotograf                                                | 72    | |
| 8. Januar  | André Gernez                                    | französischer Mediziner                                                        | 90    | egaliteetreconciliation.fr                                                                             |
| 8. Januar  | Madeline Gins                                   | US-amerikanische Architektin                                                   | 72    | nytimes.com                                                                                            |
| 8. Januar  | Payo Grondona                                   | chilenischer Liedermacher                                                      | 68    | lanacion.cl                                                                                            |
| 8. Januar  | Miroslav Jovanović                              | serbischer Historiker                                                          | 51    | seecult.org                                                                                            |
| 8. Januar  | Edmund Kalau                                    | deutscher Theologe und Missionar                                               | 85    | [ 3 ]                                                                                                  |
| 8. Januar  | Heinz-Jürgen Kartenberg                         | deutscher Fotojournalist                                                       | 77    | derwesten.de                                                                                           |
| 8. Januar  | Josef Lammerz                                   | deutscher Komponist und Chorleiter                                             | 83    | costanachrichten.com                                                                                   |
| 8. Januar  | Diedrich Osterhoff                              | deutscher Tierzuchtwissenschaftler und Hochschullehrer                         | 88    | |
| 8. Januar  | Robert Pastor                                   | US-amerikanischer Sicherheitsberater und Autor                                 | 66    | nytimes.com                                                                                            |
| 8. Januar  | Irma Schumacher                                 | niederländische Schwimmerin                                                    | 88    | knzb.nl                                                                                                |
| 8. Januar  | Wolfgang Strauß                                 | deutscher Sachbuchautor                                                        | 82    | [ 4 ]                                                                                                  |
| 8. Januar  | Gertrud Wiedra                                  | deutsche Hinterglasmalerin und Kunstsammlerin                                  | 92    | [ 5 ]                                                                                                  |
| 7. Januar  | Paul Goggins                                    | britischer Politiker                                                           | 60    | telegraph.co.uk                                                                                        |
| 7. Januar  | Guillermo Gómez Platero                         | uruguayischer Architekt                                                        | 91    | elobservador.com.uy                                                                                    |
| 7. Januar  | Maureen Gray                                    | US-amerikanische R&B-Sängerin                                                  | 65    | articles.philly.com                                                                                    |
| 7. Januar  | Willi Köstinger                                 | österreichischer Skisportler                                                   | 73    | kuratorium-bestattung.at                                                                               |
| 7. Januar  | David D. Lauer                                  | deutscher Bildhauer                                                            | 74    | kunstakademie-karlsruhe.de                                                                             |
| 7. Januar  | Gerry Murphy                                    | irischer Rugbyspieler und Geistlicher                                          | 87    | telegraph.co.uk                                                                                        |
| 7. Januar  | Run Run Shaw                                    | chinesischer Filmproduzent                                                     | 106   | dvd-forum.at                                                                                           |
| 7. Januar  | Rainer Stiller                                  | deutscher Journalist und Autor                                                 | 60    | trauer.sueddeutsche.de                                                                                 |
| 6. Januar  | John S. Ash                                     | britischer Ornithologe                                                         | 88    | theguardian.com                                                                                        |
| 6. Januar  | Hugo de la Torre                                | argentinischer Sänger                                                          | 61    | sanjuan8.com                                                                                           |
| 6. Januar  | Herbert Fries                                   | deutscher Weltkriegsveteran                                                    | 88    | trauer.rhein-zeitung.de                                                                                |
| 6. Januar  | Marina Ginestà                                  | französische Reporterin                                                        | 94    | telegraph.co.uk                                                                                        |
| 6. Januar  | Karel Gut                                       | tschechoslowakischer Eishockeyspieler                                          | 86    | focus.de                                                                                               |
| 6. Januar  | Aitizaz Hasan                                   | pakistanischer Schüler und Attentatsopfer                                      | 15    | blick.ch                                                                                               |
| 6. Januar  | Renate Hünlich                                  | deutsche Schauspielerin                                                        | 86    | mittelbayerische-trauer.de                                                                             |
| 6. Januar  | Uday Kiran                                      | indischer Schauspieler                                                         | 33    | filmcircle.com                                                                                         |
| 6. Januar  | Karlheinz Küting                                | deutscher Wirtschaftswissenschaftler                                           | 70    | saarbruecker-zeitung.de                                                                                |
| 6. Januar  | Larry D. Mann                                   | kanadischer Schauspieler                                                       | 91    | abcnews.go.com                                                                                         |
| 6. Januar  | Thomas Patrick Melady                           | US-amerikanischer Diplomat                                                     | 86    | ncronline.org                                                                                          |
| 6. Januar  | James Moorhouse                                 | britischer Politiker                                                           | 90    | europarl.europa.eu                                                                                     |
| 6. Januar  | Tesshin Okada                                   | japanischer Boxer                                                              | 21    | sportlive.co.za                                                                                        |
| 6. Januar  | H. Owen Reed                                    | US-amerikanischer Komponist                                                    | 103   | legacy.com                                                                                             |
| 6. Januar  | Luc Romann                                      | französischer Autor und Komponist                                              | 76    | nosenchanteurs.eu                                                                                      |
| 6. Januar  | Julian B. Rotter                                | US-amerikanischer Psychologe                                                   | 97    | today.uconn.edu                                                                                        |
| 6. Januar  | Nikolai Schmeljow                               | sowjetischer bzw. russischer Ökonom und Politiker                              | 77    | ieras.ru                                                                                               |
| 6. Januar  | Lena Smedsaas                                   | schwedische Journalistin und PR-Beraterin                                      | 62    | svd.se                                                                                                 |
| 6. Januar  | Mónica Spear                                    | venezolanische Schönheitskönigin und Schauspielerin                            | 29    | orlandosentinel.com                                                                                    |
| 6. Januar  | Todd Williams                                   | US-amerikanischer American-Football-Spieler                                    | 35    | titansonline.com                                                                                       |
| 5. Januar  | Martin Behrmann                                 | deutscher Chorleiter und Hochschullehrer                                       | 83    | berliner-zeitung.de                                                                                    |
| 5. Januar  | M'hamed Benguettaf                              | algerischer Dramaturg und Komödiant                                            | 75    | elwatan.com                                                                                            |
| 5. Januar  | Terry Biddlecombe                               | britischer Jockey                                                              | 72    | theguardian.com                                                                                        |
| 5. Januar  | Philippe Boiry                                  | französischer Journalist und Thronprätendent                                   | 86    | telegraph.co.uk                                                                                        |
| 5. Januar  | Jerry Coleman                                   | US-amerikanischer Baseballspieler und -manager                                 | 89    | nytimes.com                                                                                            |
| 5. Januar  | Eugenia de Chikoff                              | argentinische Lehrerin für Umgangsformen und TV-Moderatorin                    | 94    | infobae.com                                                                                            |
| 5. Januar  | Eusébio                                         | portugiesischer Fußballspieler                                                 | 71    | welt.de                                                                                                |
| 5. Januar  | Augusto Graziani                                | italienischer Ökonom und Politiker                                             | 80    | campanianotizie.com                                                                                    |
| 5. Januar  | Brian Hart                                      | britischer Rennfahrer und Motorenentwickler                                    | 77    | speedweek.com                                                                                          |
| 5. Januar  | Silverio Heredia                                | spanischer Flamenco-Sänger                                                     | 48    | |
| 5. Januar  | Simon Hoggart                                   | britischer Journalist und Radiomoderator                                       | 67    | telegraph.co.uk                                                                                        |
| 5. Januar  | Govert Huijser                                  | niederländischer General                                                       | 82    | telegraaf.nl                                                                                           |
| 5. Januar  | Annamária Kinde                                 | ungarische Journalistin und Schriftstellerin                                   | 57    | m.erdely.ma                                                                                            |
| 5. Januar  | Josip Kleczek                                   | tschechischer Astrophysiker                                                    | 90    | technet.idnes.cz                                                                                       |
| 5. Januar  | Ernest J. Lowe                                  | britischer Philosoph                                                           | 63    | dur.ac.uk                                                                                              |
| 5. Januar  | Doris Maurer                                    | deutsche Sachbuchautorin und Journalistin                                      | 62    | trauer.general-anzeiger-bonn.de                                                                        |
| 5. Januar  | Alma Muriel                                     | mexikanische Schauspielerin                                                    | 62    | nacion.com                                                                                             |
| 5. Januar  | Mogens E. Pedersen                              | dänischer Journalist                                                           | 85    | seoghoer.dk                                                                                            |
| 5. Januar  | Nelson Ned                                      | brasilianischer Sänger                                                         | 66    | peru21.pe                                                                                              |
| 5. Januar  | Władysław Serczyk                               | polnischer Historiker                                                          | 78    | ur.edu.pl                                                                                              |
| 5. Januar  | Jorge Yapur                                     | mexikanischer Maler                                                            | 76    | |
| 5. Januar  | Walter Zaengl                                   | Schweizer Ingenieur                                                            | 82    | facultyaffairs.ethz.ch                                                                                 |
| 5. Januar  | Carmen Zapata                                   | US-amerikanische Schauspielerin                                                | 86    | findagrave.com/carmen-zapata                                                                           |
| 5. Januar  | Mustapha Zitouni                                | algerisch-französischer Fußballspieler und -trainer                            | 85    | elwatan.com                                                                                            |
| 4. Januar  | Robert Diligent                                 | französischer Journalist                                                       | 89    | wort.lu                                                                                                |
| 4. Januar  | Inna Dobruskina                                 | russisch-israelische Paläobotanikerin                                          | 80    | paleo.cortland.edu                                                                                     |
| 4. Januar  | Lothar Düring                                   | deutscher Skisportler                                                          | 73    | sz-trauer.de                                                                                           |
| 4. Januar  | Donald H. Forst                                 | US-amerikanischer Herausgeber                                                  | 81    | nytimes.com                                                                                            |
| 4. Januar  | Andy Holden                                     | britischer Leichtathlet                                                        | 65    | telegraph.co.uk                                                                                        |
| 4. Januar  | Kassum Leigh                                    | gambischer Verwaltungsbeamter                                                  | 65    | observer.gm                                                                                            |
| 4. Januar  | Madschid al-Madschid                            | saudi-arabischer Terrorist                                                     | ?     | welt.de                                                                                                |
| 4. Januar  | Jean Métellus                                   | haitianischer Schriftsteller und Sprachwissenschafter                          | 76    | humanite.fr                                                                                            |
| 4. Januar  | George Muhle                                    | deutscher Reitsportfunktionär                                                  | 67    | radiobremen.de                                                                                         |
| 4. Januar  | Michael Ostermann                               | deutscher Musiker und Komponist                                                | 68    | trauer.sueddeutsche.de                                                                                 |
| 4. Januar  | Morgan Parry                                    | britischer Umweltschützer                                                      | 56    | wales.wwf.org.uk                                                                                       |
| 4. Januar  | Josef Staribacher                               | österreichischer Politiker                                                     | 92    | diepresse.com                                                                                          |
| 4. Januar  | Eva Towaritsch                                  | sowjetische bzw. litauische Artistin                                           | 93    | telegraph.co.uk                                                                                        |
| 3. Januar  | Guillermo Arriaga Fernández                     | mexikanischer Tänzer und Choreograph                                           | 87    | periodicocorreo.com.mx                                                                                 |
| 3. Januar  | Kurt Barthel                                    | deutscher Regisseur und Drehbuchautor                                          | 82    | defa-stiftung.de                                                                                       |
| 3. Januar  | Thilo Bode                                      | deutscher Journalist                                                           | 95    | trauer.sueddeutsche.de                                                                                 |
| 3. Januar  | Carlos Manuel de Céspedes                       | kubanischer Theologe und Schriftsteller                                        | 77    | latina-press.com                                                                                       |
| 3. Januar  | Phil Everly                                     | US-amerikanischer Sänger und Musiker                                           | 74    | faz.net                                                                                                |
| 3. Januar  | John M. Freeman                                 | US-amerikanischer Neurologe                                                    | 80    | washingtonpost.com                                                                                     |
| 3. Januar  | George Goodman                                  | US-amerikanischer Moderator und Autor                                          | 83    | nytimes.com                                                                                            |
| 3. Januar  | Otto Graff                                      | deutscher Zoologe und Bodenkundler                                             | 96    | braunschweiger-zeitung.de                                                                              |
| 3. Januar  | Yasuki Hamano                                   | japanischer Medienwissenschaftler                                              | 62    | animenewsnetwork.com                                                                                   |
| 3. Januar  | Esko Helle                                      | finnischer Politiker                                                           | 75    | hs.fi                                                                                                  |
| 3. Januar  | László Helyey                                   | ungarischer Schauspieler                                                       | 65    | index.hu                                                                                               |
| 3. Januar  | Robert C. Johnson, Jr.                          | US-amerikanischer Bischof                                                      | 75    | heraldsun.com                                                                                          |
| 3. Januar  | Wolfgang Kaden                                  | deutscher Urologe                                                              | 86    | gedenken.freiepresse.de                                                                                |
| 3. Januar  | Adolf Laufs                                     | Rechtswissenschaftler und -historiker                                          | 78    | uni-heidelberg.de                                                                                      |
| 3. Januar  | Hans Litterscheid                               | deutscher Politiker                                                            | 92    | wz-newsline.de                                                                                         |
| 3. Januar  | Richard McLean                                  | US-amerikanischer Maler und Grafiker                                           | 79    | |
| 3. Januar  | Manuel Medeiros Ferreira                        | portugiesischer Musiker und Komponist                                          | 63    | acorianooriental.pt                                                                                    |
| 3. Januar  | Michael Jon Neubert                             | britischer Politiker                                                           | 80    | telegraph.co.uk                                                                                        |
| 3. Januar  | Alicia Rhett                                    | US-amerikanische Schauspielerin                                                | 98    | startribune.com                                                                                        |
| 3. Januar  | Tom Rosenthal                                   | britischer Herausgeber und Historiker                                          | 78    | telegraph.co.uk                                                                                        |
| 3. Januar  | Bobby Schmidt                                   | deutscher Musikproduzent                                                       | 90    | jazzecho.de                                                                                            |
| 3. Januar  | Roby Seidel                                     | Schweizer Multiinstrumentalist, Arrangeur und Komponist                        | 71    | tdg.ch                                                                                                 |
| 3. Januar  | Juri Ustimenko                                  | russischer Vizeadmiral                                                         | 69    | itar-tass.com                                                                                          |
| 3. Januar  | Desmond Wilson                                  | britischer Kriegsveteran und Diplomat                                          | 92    | telegraph.co.uk                                                                                        |
| 3. Januar  | Takajin Yashiki                                 | japanischer Sänger und Fernsehmoderator                                        | 64    | animenewsnetwork.com                                                                                   |
| 3. Januar  | Saul Zaentz                                     | US-amerikanischer Filmproduzent                                                | 92    | sueddeutsche.de                                                                                        |
| 3. Januar  | Rolf Zeeb                                       | deutscher Unternehmer und Politiker                                            | 75    | stuttgarter-nachrichten.de                                                                             |
| 2. Januar  | Jeanne Brabants                                 | belgische Balletttänzerin und -choreographin                                   | 93    | hln.be                                                                                                 |
| 2. Januar  | Javier de Cambra                                | spanischer Musikjournalist                                                     | 59    | elpais.com                                                                                             |
| 2. Januar  | Urban Ehm                                       | deutscher Bildhauer                                                            | 83    | augsburger-allgemeine.de                                                                               |
| 2. Januar  | Horacio Fargosi                                 | argentinischer Börsenpräsident                                                 | 87    | ieco.clarin.com                                                                                        |
| 2. Januar  | Elizabeth Jane Howard                           | britische Schriftstellerin                                                     | 90    | welt.de                                                                                                |
| 2. Januar  | Rudolf Johna                                    | deutscher Politiker                                                            | 80    | spd-net-sh.de                                                                                          |
| 2. Januar  | Käte Klötzer                                    | deutsche Spielzeug-Designerin                                                  | 70    | |
| 2. Januar  | Thomas Kurzhals                                 | deutscher Musiker und Komponist                                                | 60    | stern-combo-meissen.com                                                                                |
| 2. Januar  | Yōko Mitsui                                     | japanischer Schriftsteller                                                     | 78    | mainichi.jp                                                                                            |
| 2. Januar  | Marie-Luise Morawietz                           | deutsche Politikerin                                                           | 81    | trauer.rp-online.de                                                                                    |
| 2. Januar  | Harald Nugiseks                                 | estnischer Kriegsveteran und Aktivist                                          | 92    | delfi.ee                                                                                               |
| 2. Januar  | Dorothea Gräfin Razumovsky                      | deutsche Publizistin                                                           | 78    | genios.de                                                                                              |
| 2. Januar  | Anne Dorte von Rosenborg                        | dänische Adlige                                                                | 66    | bt.dk                                                                                                  |
| 2. Januar  | Dirk Sager                                      | deutscher Journalist                                                           | 73    | heute.de                                                                                               |
| 2. Januar  | Jay Traynor                                     | US-amerikanischer Sänger                                                       | 70    | vintagevinylnews.com                                                                                   |
| 2. Januar  | Klaus Vieten                                    | deutscher Geologe und Mineraloge                                               | 81    | öcv.de                                                                                                 |
| 1. Januar  | Herman Pieter de Boer                           | niederländischer Schriftsteller, Liedermacher und Journalist                   | 85    | nos.nl                                                                                                 |
| 1. Januar  | Traian T. Coșovei                               | rumänischer Dichter                                                            | 59    | realitatea.net                                                                                         |
| 1. Januar  | Pierre Cullaz                                   | französischer Jazzmusiker                                                      | 78    | tsfjazz.com                                                                                            |
| 1. Januar  | Dschamel al-Dschamal                            | palästinensischer Diplomat                                                     | 56    | n-tv.de                                                                                                |
| 1. Januar  | Claus Walther Gerhardt                          | deutscher Drucker und Hochschullehrer                                          | 87    | echo-online.de                                                                                         |
| 1. Januar  | Milan Horvat                                    | österreichischer Dirigent                                                      | 94    | diepresse.com                                                                                          |
| 1. Januar  | Jorge Jottar                                    | chilenischer Sportschütze                                                      | 84    | diario.latercera.com                                                                                   |
| 1. Januar  | Erich Koch                                      | deutscher Bildhauer                                                            | 89    | trauer.sueddeutsche.de                                                                                 |
| 1. Januar  | Higashifushimi Kunihide                         | japanischer Bhikkhu und Kizokuin-Abgeordneter                                  | 103   | asahi.com                                                                                              |
| 1. Januar  | Wolfgang Lenz                                   | deutscher Maler und Graphiker                                                  | 88    | mainpost.de                                                                                            |
| 1. Januar  | William Mgimwa                                  | tansanischer Politiker                                                         | 63    | mg.co.za                                                                                               |
| 1. Januar  | Juanita Moore                                   | US-amerikanische Schauspielerin                                                | 99    | spiegel.de                                                                                             |
| 1. Januar  | Manuel Seabra                                   | portugiesischer Politiker                                                      | 51    | expresso.sapo.pt                                                                                       |
| 1. Januar  | Josep Seguer                                    | spanischer Fußballspieler                                                      | 90    | barcawelt.de                                                                                           |
| 1. Januar  | Tabby Thomas                                    | US-amerikanischer Bluesmusiker                                                 | 84    | nola.com                                                                                               |
| 1. Januar  | Sam Ulano                                       | US-amerikanischer Jazz-Schlagzeuger                                            | 93    | drummagazine.com                                                                                       |
| 1. Januar  | Hans-Peter Voigt                                | deutscher Politiker                                                            | 77    | landkreis-northeim.de                                                                                  |
| 1. Januar  | Fritz Werner                                    | deutscher Bühnenbildner                                                        | 89    | |
| 1. Januar  | Walter Wulf                                     | deutscher Kunsthistoriker                                                      |       | |
| 1. Januar  | Yamashita Tokuo                                 | japanischer Politiker                                                          | 94    | saga-s.co.jp                                                                                           |
|            | Agnes Auffinger-Fischer                         | deutsche Malerin und Bildhauerin                                               | 79    | |
|            | Berta Höller                                    | österreichische Harfenistin                                                    | 90    | |
|            | Heinz-Karl Konrad                               | deutscher Schauspieler                                                         | 93    | |